# Igreja Cristã Reformada de Honduras
A Igreja Cristã Reformada de Honduras  (ICRH) - em espanhol Iglesia Cristiana Reformada de Honduras  - é uma denominação reformada continental em Honduras, formada em 1962, por ex-membros da Igreja Evangélica e Reformada de Honduras, com o auxílio da Igreja Cristã Reformada na América do Norte.
A denominação é conhecida pelas suas ações sociais, tal como distribuição de produtos de higiene durante a pandemia de COVID-19.

## História
Em 1962, um grupo de 26 membros da Igreja Evangélica e Reformada de Honduras (IERH) mudou-se de San Pedro Sula para Tegucigalpa.
Sem igrejas da sua denominação na cidade, o grupo requereu a IERH que abrisse uma nova congregação, o que não foi atendido.
Sendo assim, o grupo solicitou ajuda à Igreja Cristã Reformada na América do Norte, que plantou uma nova igrejas em Tegucigalpa a partir de 1972.
Em 1974, a Igreja Cristã Reformada na América do Norte se registrou no país.
Nos anos seguintes, novas igrejas foram plantadas no norte, sul e centro de Honduras.
A partir do crescimento, foi organizado o Sínodo da Igreja Cristã Reformada de Honduras em 1990, como uma igreja nacional e totalmente independe.
Foram também abertos um seminário teológico, quatro centros teológicos e uma escola politécnica.
Em 2004, a denominação tinha 57 congregações e 1.500 membros.
Em 2011 a ICRH havia crescido para 75 igrejas e 5.000 membros.

## Doutrina
A denominação subscreve o Credo dos Apóstolos, Credo Niceno-Constantinopolitano, Credo de Atanásio, Cânones de Dort e Catecismo de Heidelberg. Além disso, permite a ordenação de mulheres em todos os seus ofícios.

## Relações inter eclesiásticas
A denominação é membro da Comunhão Mundial das Igrejas Reformadas, Aliança de Igrejas Presbiterianas e Reformadas da América Latina e Conselho Latino-Americano de Igrejas.